# Edward Strawiński
Edward Wincenty Strawiński h. Sulima (ur. 8 października 1876 w Niżborgu, zm. 1940 w ZSRR) – podpułkownik kawalerii Wojska Polskiego, ofiara zbrodni katyńskiej.

## Życiorys
Urodził się 8 października 1876 w Niżborgu, w rodzinie Gustawa (1837–1905), ziemianina, powstańca styczniowego, majora wojsk polskich, po 1866 osiadłego w Szydłowcach i Zofii Lubicz Potockiej (córka Mieczysława Potockiego). W 1890 Adam, Maria, Bronisław i Edward Strawińscy byli współwłaścicielami tabularnymi wsi Niżborg Nowy i Stary (wcześniej właścicielem Niżborga Nowego był Gustaw Strawiński).
W sierpniu 1898 ukończył Terezjańską Akademię Wojskową w Wiener Neustadt. W kawalerii C. K. Armii został mianowany podporucznikiem z dniem 1 września 1898, następnie awansowany na porucznika z dniem 1 listopada 1902, rotmistrza z dniem 1 maja 1912. Służył w 1 pułku ułanów we Lwowie, gdzie od ok. 1908 był komendantem pociągu pionierów. Podczas I wojny światowej do 1918 pozostawał oficerem macierzystej jednostki, przemianowanej na Pułk Ułanów Nr 1.
Po zakończeniu wojny, jako były oficer armii austriackiej został przyjęty do Wojska Polskiego i zatwierdzony w stopniu majora. Służył w 8 pułku ułanów Księcia Józefa Poniatowskiego. Podczas wojny polsko-bolszewickiej od 14 marca do 10 czerwca 1920 był dowódcą 2 pułku Szwoleżerów Rokitniańskich. W tym czasie pułk pod jego dowództwem wykonał ofensywę na Dniepr. Został awansowany na stopień podpułkownika jazdy ze starszeństwem z dniem 1 czerwca 1919 r. Jako oficer nadetatowy 11 pułku Ułanów Legionowych w 1923, 1924 sprawował stanowisko komendanta Komendy Uzupełnień Koni Nr 18 w Stanisławowie. Potem został przeniesiony w stan spoczynku. W 1934 r., jako podpułkownik w stanie spoczynku, był przydzielony do Oficerskiej Kadry Okręgowej nr VI jako oficer w dyspozycji dowódcy O.K. VI i pozostawał wówczas w ewidencji Powiatowej Komendy Uzupełnień Stanisławów. Jako emerytowany oficer w 1928 r. zamieszkiwał w Wodnikach. Z żoną Olgą byli ostatnimi dziedzicami Wodnik z Łanami do września 1939 r.
Po wybuchu II wojny światowej i agresji ZSRR na Polskę został aresztowany 10 kwietnia 1940 r. przez funkcjonariuszy NKWD. Został przewieziony do więzienia przy ulicy Karolenkiwskiej 17 w Kijowie. Tam prawdopodobnie na wiosnę 1940 r. został zamordowany przez NKWD. Jedno ze źródeł podało, iż Edward Strawiński został zastrzelony w Sądowej Wiszni. Jego nazwisko znalazło się na tzw. Ukraińskiej Liście Katyńskiej opublikowanej w 1994 r. (został wymieniony na liście wywózkowej 72/1-87 oznaczony numerem 2845). Ofiary tej zbrodni zostały pochowane na otwartym w 2012 r. Polskim Cmentarzu Wojennym w Kijowie-Bykowni.
Był mężem Olgi Marii Rozalii z Cieńskich h. Pomian (1883–1940), córki Stanisława Cieńskiego. Ich dziećmi byli: Maria Zofia Jadwiga po mężu Mazur (1914–1992), Roman Gustaw (1916–1939), Stefan Ignacy Hubert (ur. 1920), Wanda (1921–1944) i Anna po mężu Marty (ur. 1927). W kampanii wrześniowej zginął syn Roman, zaś później na Daleki Wschód zostały zesłane przez sowietów żona i trzy córki Edwarda Strawińskiego (żona poniosła śmierci, a córki powróciły z zesłania, Wanda zginęła w powstaniu warszawskim).

## Ordery i odznaczenia
- Krzyż Zasługi Wojskowej 3 klasy z dekoracją wojenną i z mieczami (Austro-Węgry, przed 1918)[34]
- Brązowy Medal Zasługi Wojskowej Signum Laudis na czerwonej wstążce (Austro-Węgry, przed 1913)[30]
- Krzyż Wojskowy Karola (Austro-Węgry, przed 1918)[34]
- Brązowy Medal Jubileuszowy Pamiątkowy dla Sił Zbrojnych i Żandarmerii (Austro-Węgry, przed 1900)[17]
- Krzyż Jubileuszowy Wojskowy (Austro-Węgry, przed 1909)[26]
- Krzyż Pamiątkowy Mobilizacji 1912–1913 (Austro-Węgry, przed 1914)[31]